# بیلی ملن
بیلی ملن (انگلیسی: Billy Milne؛ ۲۴ نوامبر ۱۸۹۵ – ژوئیه ۱۹۷۵ (سال ۷۹)) بازیکن فوتبال اهل بریتانیا بود.
از باشگاه‌هایی که در آن بازی کرده‌است می‌توان به باشگاه فوتبال آرسنال اشاره کرد.